# Cecilio Zubillaga Perera
Cecilio Zubillaga Perera, más conocido como Chío Zubillaga (Carora, Estado Lara; 1 de febrero de 1887 - 25 de julio de 1948), fue un intelectual y periodista venezolano. 

## Biografía
Aunque tuvo escasa instrucción formal y fue fundamentalmente autodidacta, escribió numerosos artículos sobre historia y denuncia social, en periódicos de Carora, Barquisimeto y Caracas. Además, fue miembro de la Academia Nacional de la Historia, de Venezuela.
El historiador Guillermo Morón publicó una recopilación de artículos de prensa y otros escritos de Zubillaga con el título La Voz del Común, de los que puede deducirse su pensamiento, mientras que sobre su vida trataron los escritores Rafael Montes de Oca Martínez y Juan Páez Ávila, en obras tituladas Biografía de un Genio Popular y Chío Zubillaga, Caroreño Universal.
La refrescante arcilla en los pies, contrasta con el ardiente sol que azota la espalda, la chicharra y la chuchuba forman parte de esta región incrustada en adobes de un tiempo que no avanza pero que jamás retrocede. El niño alto y gordo, jopeador de cabras y vendedor de pasto en los alrededores del poblado, va desde muy niño a sentir ese contacto con la naturaleza misma tan fundamental en el Emilio de Juan Jacobo Rousseau. Chio como cariñosamente se le llama en su pueblo, conoció la esperanza en la soledad campesina a muy temprana edad.
Entre 1917 y 1922 administró la finca Bocare de su cuñado Ramón Herrera Oropeza, de quien dijo le debía mucho, quizás la independencia de su vida y que le permitió, alguna base de seguridad económica con la que se sostuvo sin bajezas y sin dependencias humillantes. 
“El crujir de los yabos, movidos por el viento, me hacían permanecer horas y horas recorriendo el campo. El día era muy corto para caminar y conocerle alma de los pájaros, de los árboles y de la montaña, la noche era muy larga para estar solo”
Es la soledad fiel compañera, partera de grandes reflexiones que van a penetrar en el fondo cósmico de sus sueños, leal y consecuente, esos sueños de lucha por el campesino y por el artesano van a ir de la mano con un cristianismo militante, ya que como hombre, perteneció a un tiempo y un espacio cargado por un dogmatismo católico arraigado en esta comarca de principios del siglo XX, con una vida aletargada por clérigos y capillas, al que se revelaba con fuerzas rompiendo las cadenas de la costumbre y marcaba en el crepúsculo la frase “la tradición… como fuente histórica es dudosa”. De esta forma Pacífico Leal, pseudónimo con el cual va a armarse en la resistencia clandestina contra los esbirros gomecistas, se va a crear un afán, una duda que lo acompaña hasta el último suspiro, historiador en el sentido estricto de ser un soñador, luchador y trabajador del documento, casi siempre desdeñado y olvidado en la hoguera del desinterés, realizaría trabajos absolutamente revolucionarios construyendo una memoria colectiva escribiendo sobre personajes populares, de los barrios y poblados marginados entre cujìes y tunas, creando la historia de las masas o la historia desde abajo, una visión que surgirá en Europa gracias a la escuela de los annales, conformando para generaciones posteriores, la caroreñidad, símbolo y arraigo a nuestro ser y nuestro tiempo.
Desde su casa de bahareque y zaguán, volaba en su nave espacial y construía para si, su hamaca en un soñadero iluminado por las letras de Virgilio, Unamuno y Ortega y Gasset, sus sueños volaban y hacían un recuento desde sus días de infancia, del trompo y el chivo, hasta la más elevada denuncia caracterizada por su verbo incendiario, París, el Louvre, La Gioconda y la Venus de Milo, deliraban y llevaban al horizonte de la locura, ese que solo sucede en los impactos más sublimes de la vida, pero sin jamás olvidar su comarca y su compromiso con las luchas en contra de la godarria caroreña, explotadora de vidas, armadas de alambres de púas caminantes, que se niegan a detener su camino latifundista, Chio se mantuvo del lado de los “próceres del trabajo”.
Probablemente este divagar por la vida de tan querido compañero no alcance a ser suficiente ¿Cómo escribirle al hombre olvidado, marginado por un pueblo que han intentado quitarle la memoria? Esa memoria por la que fue fugitivo, poeta y soñador, compañero del ayer y del presente.